# Narinaga
Il principe Narinaga o Nariyoshi (成良親王?, Narinaga Shin'nō) (1326 – 1338) era figlio dell'imperatore Go-Daigo e di Fujiwara no Renshi (藤原廉子?).
Narinaga fu uno dei due shōgun (Sei-i Taishōgun) del Giappone durante la Restaurazione Kemmu (1333-1336), un breve periodo di ripristino del potere imperiale intercorso tra la caduta dello shogunato Kamakura (1185-1333) e l'ascesa dello shogunato Ashikaga (1336-1573). I principali clan che appoggiarono la restaurazione dell'Imperatore Go-Daigo furono quello dei Nitta, che conquistarono la roccaforte di Kamakura, e quello degli Ashikaga, guidato dai fratelli Tadayoshi e Takauji, che liberarono la capitale Heian, l'odierna Kyoto. Questa era stata occupata dalle truppe dello shōgun, che avevano insediato un altro imperatore, Kogon.
Tornato a Heian nel 1333, da cui era stato esiliato l'anno prima, il legittimo imperatore Go-Daigo assegnò inizialmente il titolo di shōgun al fratellastro maggiore di Narinaga, il principe Morinaga. In quello stesso anno l'undicenne Narinaga venne portato da Ashikaga Tadayoshi a Kamakura, senza ordine imperiale, ad insediarsi come governatore della provincia di Kōzuke, sotto la tutela dello stesso Tadayoshi. La decisione di nominare Morinaga shogun, aveva acceso le ire degli Ashikaga, che in qualità di generali dell'esercito e di discendenti del clan Minamoto, erano convinti che tale incarico spettasse a Takauji. A ciò si unì un grave ritardo nella ridistribuzione dei feudi tra i clan vincitori ed altri provvedimenti autoritari dell'imperatore Go-Daigo, che diffusero ulteriore malcontento tra i samurai.
Gli Ashikaga misero in cattiva luce e favorirono la destituzione e l'arresto dello stesso Morinaga. Questi fu accusato di complotto ed imprigionato a Kamakura. Nell'estate del 1335, un contrattacco delle forze fedeli allo shogunato Kamakura costrinse alla fuga Tadayoshi, che prima di partire fece decapitare Morinaga.
Nello stesso periodo, Ashikaga Takauji chiese senza successo di essere nominato shogun all'imperatore, ma questi assegnò la carica a Narinaga. Ottenuto il rifiuto, Takauji assieme al fratello riconquistò Kamakura e vi si stabilì. Invitati da Go-Daigo a celebrare a Heian la vittoria, gli Ashigaka declinarono l'invito comunicando che non si fidavano di stare a Heian. L'imperatore, offeso per il rifiuto, inviò un'armata agli ordini di Nitta Yoshisada, il capo del clan Nitta.
Nacque un grave conflitto armato tra le fazioni favorevoli all'imperatore, capeggiate dai Nitta, e quelle favorevoli agli Ashikaga, che culminò nella vittoria di questi ultimi. Narinaga perse il titolo di shōgun, l'imperatore Go Daigo fu dichiarato deposto e forzato a consegnare le insegne imperiali, nel 1336. Fu l'inizio dello shogunato Ashikaga e del periodo Muromachi, che vide gli Ashikaga stabilirsi nella capitale Heian, l'odierna Kyoto. All'inizio, Ashikaga Takauji prese il controllo del paese con il titolo di "Gran Consigliere". Venne scelto imperatore Kōmyō, figlio dell'imperatore Go-Fushimi, che nominò Narinaga principe ereditario. Un mese dopo, il deposto imperatore Go-Daigo fuggì con la sua corte a Yoshino, nella provincia di Yamato, dopo aver trafugato le insegne imperiali, dando il via al periodo delle corti del nord e del sud, detto Nanbokucho. Tra i vari clan che diedero il loro appoggio a Go-Daigo ci fu quello dei Nitta, ormai aperti rivali degli Ashikaga. Il conflitto tra le due corti si sarebbe risolto nel 1392, quando le armate dello shogunato avrebbero avuto la meglio su quelle della corte di Yoshino.
Con la fuga del padre, Narinaga fu escluso dalla successione e dovette fuggire. Nel 1338 i fratelli Ashikaga si spartirono il potere, ed il più anziano Takauji viene nominato shogun. Secondo i Taiheiki, Narinaga fu ucciso da Ashikaga Tadayoshi nel 1338. Secondo altre fonti morì invece nel 1344.